# Kreisberg (Gemeinde St. Pölten)
Kreisberg ist ein kleiner Ort im Mostviertel in Niederösterreich, und Ortschaft und Katastralgemeinde der Stadtgemeinde und Statutarstadt St. Pölten. Er gehört zum Stadtteil St. Georgen am Steinfelde.

## Geographie
Der Weiler liegt im ländlichen Raum an der südwestlichen Stadtgrenze, etwa 8 Kilometer südwestlich des Stadtzentrums, 2 km westlich von St. Georgen. Er befindet sich auf der Pielach-Traisen-Platte, der Höhenschwelle westlich der Stadt, auf 338 m ü. A. Höhe, südlich von der Straße von St. Georgen nach Ober-Grafendorf (L 5183) und dem Reitzersdorfer Wald.
Die Ortschaft Kreisberg besteht aus nur 6 Gebäuden mit 25 Einwohnern. Vier Häuser bilden den Weiler, zwei weitere die Einzellage Haushagen gut einen halben Kilometer südöstlich.
Die Katastralgemeinde umfasst das Gebiet zwischen Stadtgrenze und der Straße. Rund um den Ort erstreckt sich Ackerland.
|                                                               | Reitzersdorf (O u. KG)                                        |                     |
| Gasten (O u. KG, Gem. Ober-Grafendorf, Bez. St. Pölten-Land)  | Kompassrose, die auf Nachbargemeinden zeigt                   | Steinfeld (O u. KG) |
| Kunning (O u. KG, Gem. Ober-Grafendorf, Bez. St. Pölten-Land) | Handelberg (O u. KG, Gem. Wilhelmsburg, Bez. St. Pölten-Land) |                     |

## Geschichteund Natur
Der Ort gehörte ab Schaffung der Ortsgemeinden 1848/49 zur Gemeinde St. Georgen am Steinfelde. Laut Adressbuch von Österreich waren im Jahr 1938 in Kreisberg zwei Landwirte mit Direktvertrieb ansässig. St. Georgen am Steinfelde wurde 1971 nach St. Pölten eingemeindet.
Westlich des Weilers steht am Weg, begleitet von einem jüngeren Baum, ein großer Feldahorn mit über 2 m Stammumfang. Er wird auf 100 Jahre geschätzt und ist ein Naturdenkmal (P-024, 1991).

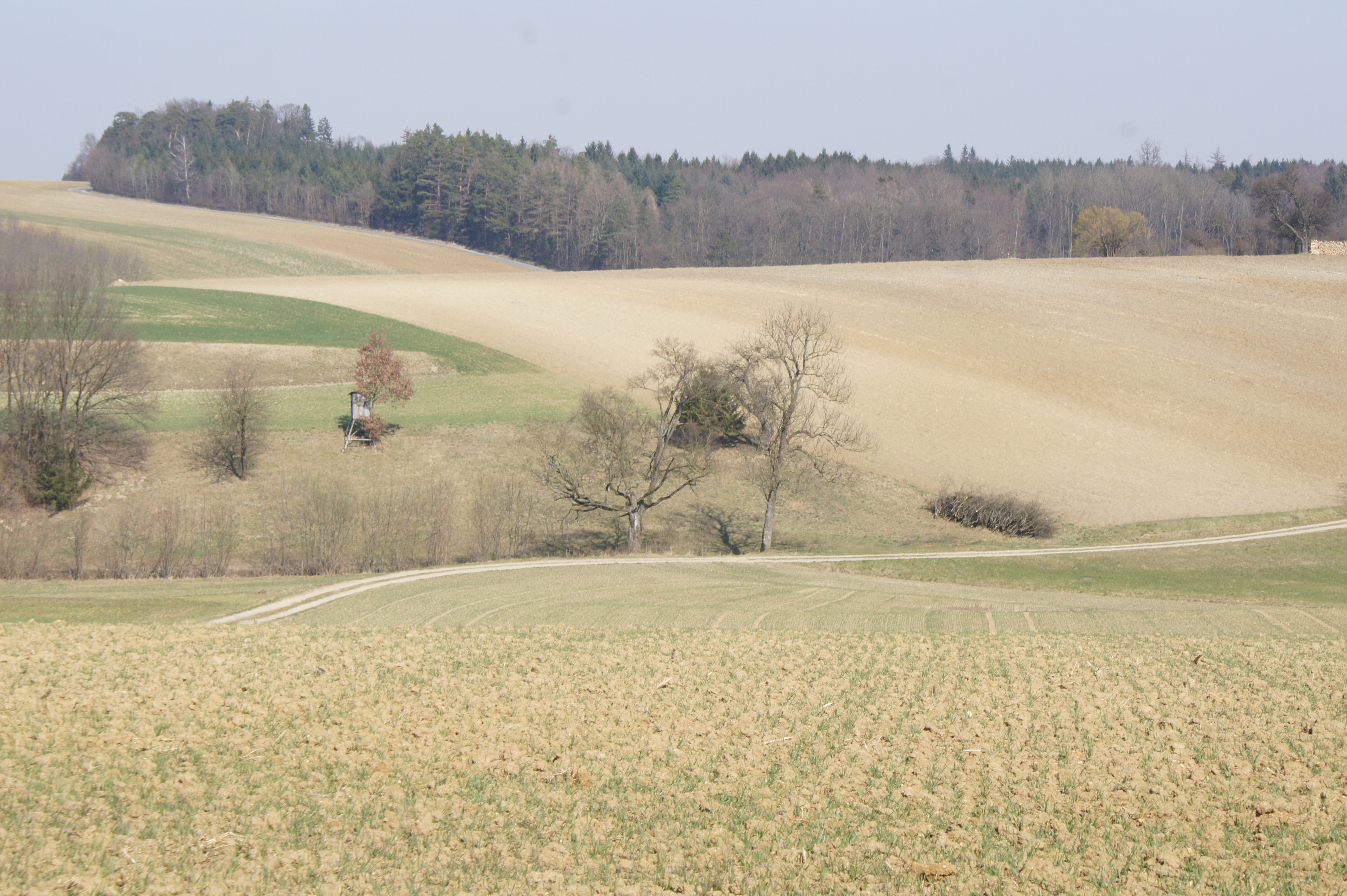
Landschaft bei Kreisberg, Blick auf den Reitzersdorfer Wald, mit dem Naturdenkmal
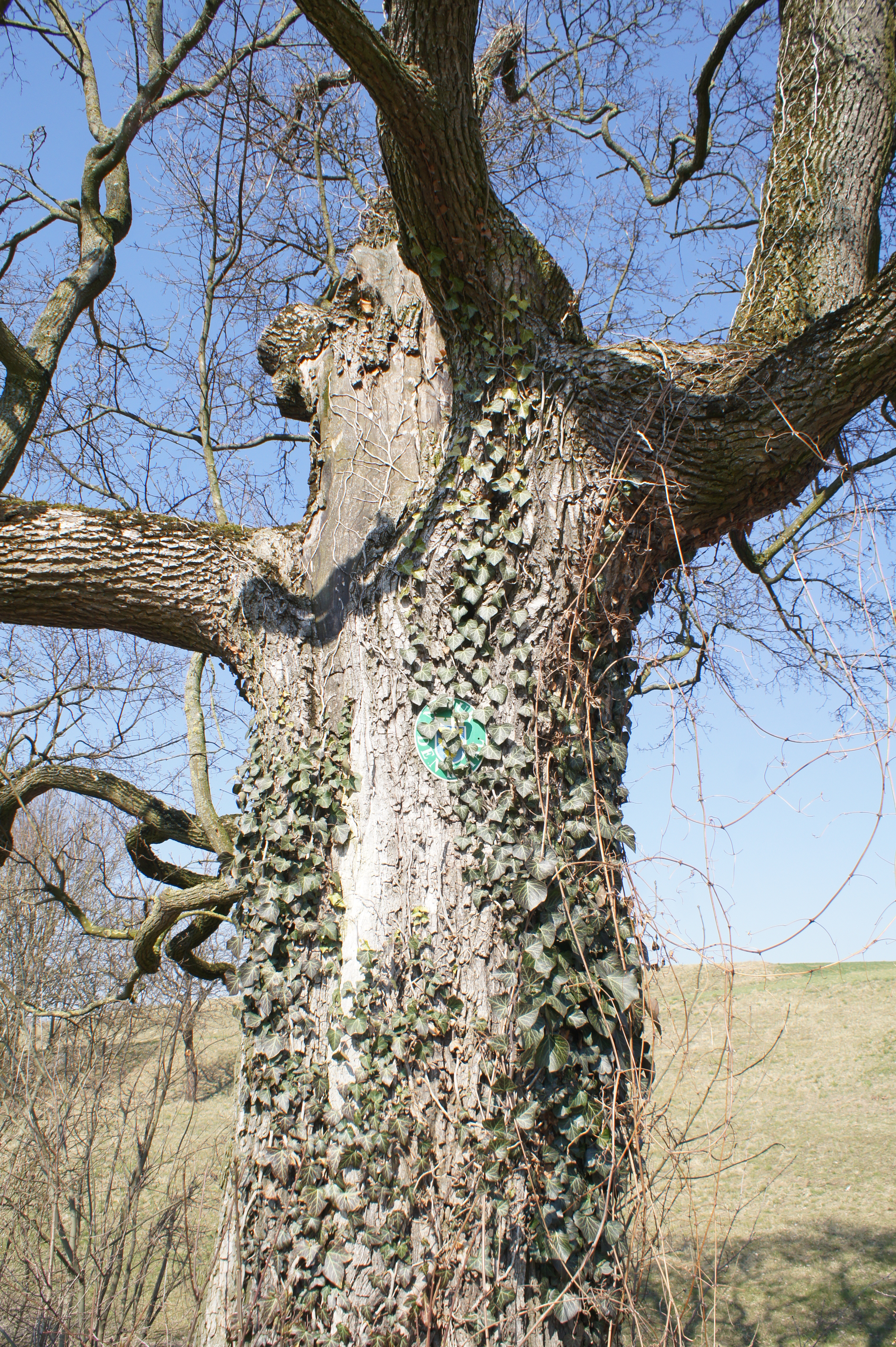
100-jähriger Feldahorn, verlorengegangener Mittelwipfel